# Desmodus, der kleine Vampir
Desmodus, der kleine Vampir (Originaltitel: Little Vampire, Alternativtitel: Desmodus der Vampir) ist eine französische Zeichentrickserie, die zwischen 2003 und 2005 produziert wurde.

## Handlung
Eigentlich hat der kleine Vampir Desmodus ein gutes Leben. Doch er langweilt sich und würde gerne wie jeder normale Junge zur Schule gehen. Später lernt er allerdings den Waisenjungen Michael kennen und erlebt von dort an viele Abenteuer mit ihm.

## Produktion und Veröffentlichung
Die Serie wurde zwischen 2003 und 2005 von France Animation, France 3, Story und TAFFY Entertainment in Frankreich produziert. Dabei sind 26 Folgen entstanden. Regie führten Christian Choquet und Gilles Deyries und das Drehbuch schrieb Joann Sfar. Die deutsche Erstausstrahlung fand am 4. März 2006 auf Das Erste im Tigerenten Club statt. Weitere Ausstrahlungen im deutschsprachigen Raum erfolgten ebenfalls auf SWR Fernsehen und KiKA statt. Zudem wurden mehrere DVDs zur Serie produziert.

## Episodenliste
| Folge | deutscher Titel                | deutsche Erstausstrahlung |
| 1     | Desmodus geht zur Schule       | 16.08.2007                |
| 2     | Kung Fu-Meister                | 17.08.2007                |
| 3     | Post für Marguerite            | 21.08.2007                |
| 4     | Ein Ei kommt selten allein     | 22.08.2007                |
| 5     | Der doppelte Desmodus          | 23.08.2007                |
| 6     | Dämon aus der Unterwelt        | 24.08.2007                |
| 7     | Petri Heil!                    | 28.08.2007                |
| 8     | Napoleons tragisches Schicksal | 29.08.2007                |
| 9     | Weinlese                       | 30.08.2007                |
| 10    | Bei Kurt                       | 31.08.2007                |
| 11    | Die Hundeschutzgesellschaft    | 04.09.2007                |
| 12    | Dr. Marguerite                 | 05.09.2007                |
| 13    | Kaka-Brei                      | 06.09.2007                |
| 14    | Stinkesocke                    | 07.09.2007                |
| 15    | Onkel Tepech                   | 11.09.2007                |
| 16    | Das Nachtkaufhaus              | 12.09.2007                |
| 17    | Der fliegende Zahn             | 13.09.2007                |
| 18    | Repetitis                      | 14.09.2007                |
| 19    | Das Auge des Zyklopen          | 18.09.2007                |
| 20    | Höllenkonzert                  | 19.09.2007                |
| 21    | Tschipkas auf Reisen           | 20.09.2007                |
| 22    | Der einsame Seemann            | 21.09.2007                |
| 23    | Die Klänge der Natur           | 25.12.2006                |
| 24    | Desmodus baut an               | 26.12.2006                |
| 25    | Der Grumptock-Kuchen           | 27.09.2007                |
| 26    | Gefräßige Babutschkas          | 27.12.2006                |